# Карака

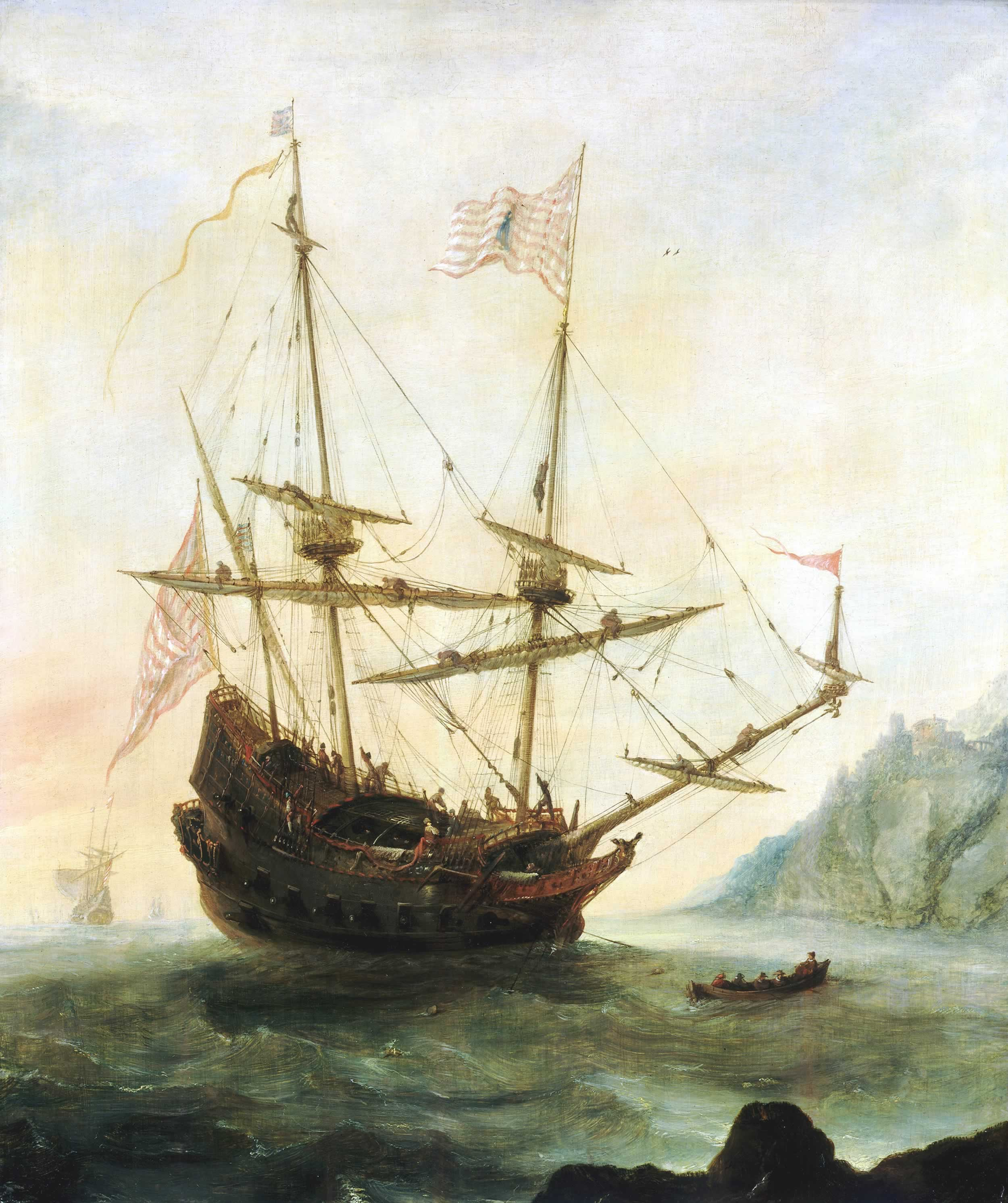
Найвідоміша карака «Санта-Марія», корабель Колумба, на картині Андріеса ван Ертвельта, 1628

Кара́ка (ісп. carraca) — велике торговельне або військове вітрильне трищоглове судно XVI—XVII століть. Водотоннажність до 2 тисяч (частіше 800—850) тонн. Озброєння 30-40 гармат. Судно могло вмістити до 1200 чоловік. Караки вперше з'явилися в XIV столітті в Португалії і призначалися для океанських плавань в Атлантичному океані. Пізніше поширилися в Іспанії, Венеції, а потім в Англії, Франції і Туреччині.
Приблизно 1500 р. на караці «Шарент» французький кораблебудівник Дешарж вперше застосував гарматні порти.
У 1519—1521 рр. карака «Вікторія» з експедиції Магеллана вперше здійснила навколосвітнє плавання.

## Назва
Походження слова carraca неясне, припускається зв'язок з араб. قَرَاقِير‎, каракір («торговий корабель»), теж невідомої етимології (можливо, від лат. carricare, «вантажити візок» чи грец. καρκαρίς, «вантажити дерево, ліс») або з араб. القُرْقُورُ‎, аль-куркур, що зводиться до дав.-гр. κέρκουρος (яке приблизно означало «ліхтер», буквально «зрізаний хвіст» — очевидно, через плоску корму). Згадки цього слова в давньогрецькій літературі зустрічаються в двох тісно пов'язаних між собою корпусах: перший описує торгові судна в районі Кіпру й Корфу, другий, так званий Оксіринхський корпус, очевидно, описує нільські баржі доби птолемеївського Єгипту. Грецьке слово, виходячи з обох його значень, може сходити через фінікійське посередництво до аккадського калакку, яким називали різновид річкової баржі; воно, можливо, має шумерське походження. Того ж кореня і арабське і турецьке kelek («пліт, річковий човен»). У Португалії караки зазвичай називали «нау» (порт. nau).

## Історія
На добу пізнього Середньовіччя для плавань вздовж європейського узбережжя широко використовувався ког — корабель зі стерном на ахтерштевні і прямим вітрильним озброєнням. З врахуванням умов мореплавання на Середземному морі там були поширені двощоглові судна типу галер, у тому числі каравели — з латинським озброєнням. Коли португальці XV столітті поступово розширили сферу своєї торгівлі далі на південь вздовж африканського атлантичного узбережжя, їм стали потрібні більш тривкі і досконалі судна для океанічних плавань. Караки розвинулися шляхом поступового з'єднання і модифікації рис кораблів Атлантики і Середземномор'я; вдосконалення вітрильного озброєння поліпшило морехідні характеристики при високих хвилях і сильних вітрах Атлантичного океану, а форма і розміри корпусу підвищили вантажність. За правління Жуана II було збудовано кілька особливо великих карак, але поширення вони отримали тільки у XVI столітті. Португальські караки були дуже великими для свого часу, їхня водотоннажність доходила до 1000 тонн.
Кількість щогл на караці зазвичай три, на великих кораблях було чотири щогли. Можна зустріти згадки про п'ятищоглові караки, але слід враховувати, що бушприт тоді теж вважали за щоглу. Типова трищоглова карака несла шість вітрил: блінд, фок, грот, латинську бізань і два марселі. Якщо щогл було чотири, то друга, мала бізань (бонавентур-щогла) також несла косе вітрило. У XVI столітті на фок- і грот-щоглі великих карак з'являються також і брамселі, а на бізані друге косе вітрило. На ілюстрації з сувою Ентоні (1546 рік) видно, що грот-щогла «Генрі Грейс а'Дью» має грот-стеньгу, чого не спостерігається на раніших зображеннях кораблів.
Караки XVI століття мали до 4 палуб. Відмінною рисою карак були розвинені високі надбудови на баку і юті — фор-кастель і ахтер-кастель відповідно. Такі конструкції в більш примітивному вигляді характерні для більш ранніх кораблів Європи, в тому числі для північноєвропейських когів. Багатоповерховий фор-кастель виступав вперед за форштевень, з нього виходив бушприт. Ззаду ахтер-кастеля виступав бізань-вистріл, на ноку якого кріпився ахтерштаг бізані. До розвитку корабельної артилерії на цих надбудовах, захищених щитами, розміщувалися озброєні воїни, лучники і арбалетники. Ще однією відмінною рисою карак була «цибулинна» форма корпусу — борти були закруглені і загиналися досередини. Крім конструктивних міркувань, така форма борту ускладнювала абордаж, що до розвитку корабельної артилерії, в епоху розквіту карак, був основною формою морського бою. Ще однією відмінною рисою карак у конструкції корпусу були потужні фендерси (кранці) — вертикальні ребра жорсткості на зовнішній стороні корпусу.
Для карак характерна наявність великих марсових кошиків на щоглах, в яких, окрім впередглядача під час походів, під час бою розміщувалися стрільці з луків і арбалетів та пращники.
Керування стерном здійснювалося на малих суднах безпосередньо румпелем, а на великих застосовувався колдершток (штурвали з'явилися лише напочатку XVIII ст.).
Маючи найбільші серед суден того часу розміри, міцний корпус із закругленими бортами і численний добре озброєний екіпаж, караки були найпотужнішими кораблями свого часу, і навіть самотня карака була дуже складною здобиччю для піратів або іншого противника.
У середині XVI століття з карак розвинулися перші галеони. Збудовані за схемою галеона кораблі прийшли на зміну каракам, хоча ті ще використовувалися до середини XVII століття завдяки більшій місткості.

## Відомі караки
- «Ґрейс-Дью» — англійська карака, збудована 1418 році для Столітньої війни, найбільша для свого часу
- «Петро Данцизький» — ганзейська карака XV століття
- «Санта-Марія» — флагманський корабель першої експедиції Христофора Колумба (1492)
- «Святий Гавриїл» — флагманський корабель Васко да Гами, збудований в 1497 р.
- «Квітка моря» — корабель Естебана де Гами (1502)
- «Мері Роуз» — англійська карака XVI століття, збудована в 1511 р.
- «Генрі Грейс а'Дью» — англійська карака XVI століття, збудована в 1514 р., найбільша для свого часу
- «Тринідад[es]» — флагманський корабель Магеллана (1519)
- «Вікторія» — карака експедиції Магеллана (1519)

## Галерея

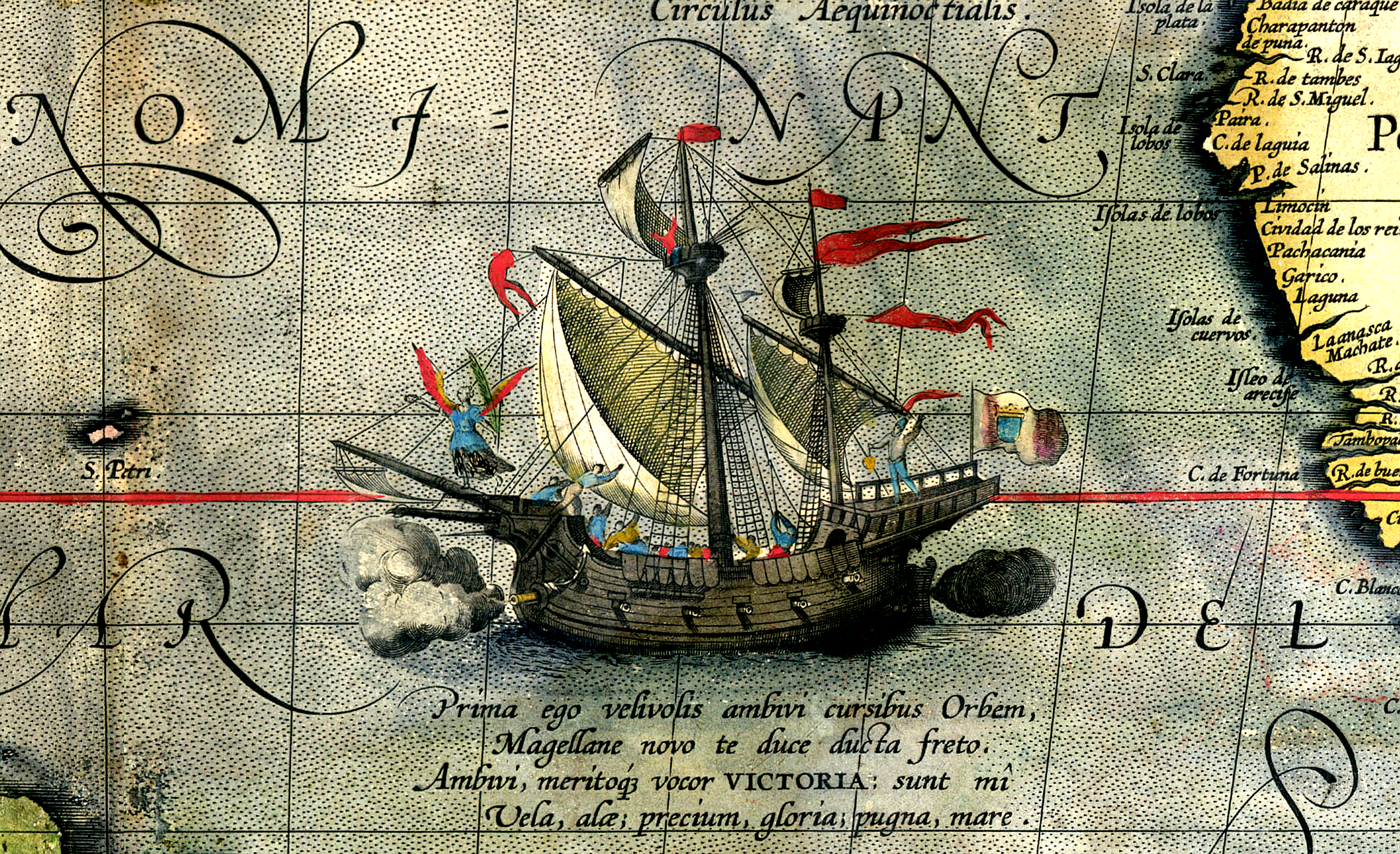
Карака Victoria Ф. Магеллана
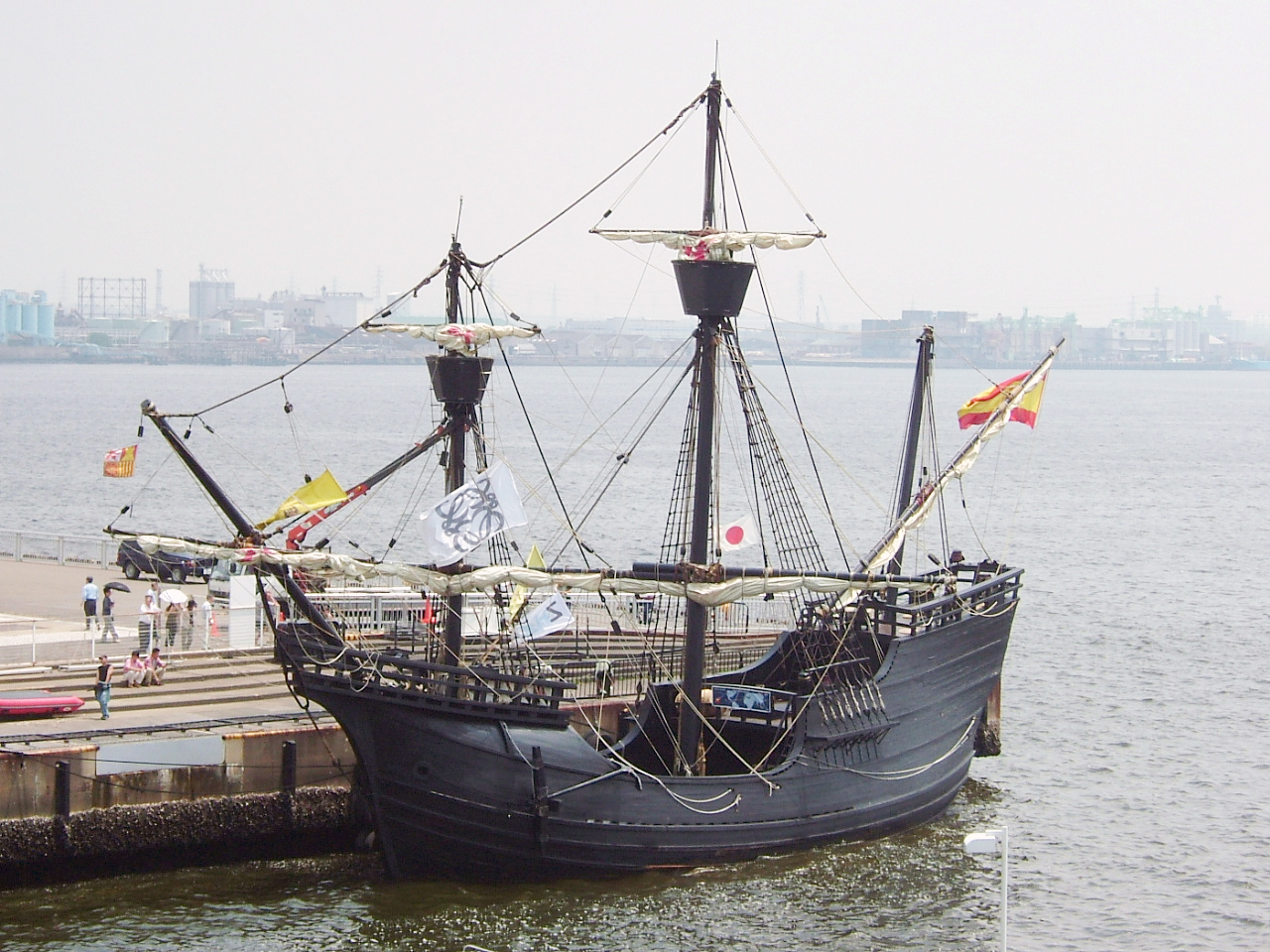
Сучасна копія магелланової караки Victoria.
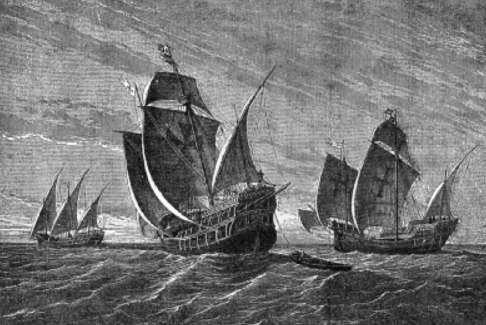
Santa Maria і Pinta показані як караки; Niña (ліворуч) — як каравела.
Вітрильне оснащення караки (варіант)
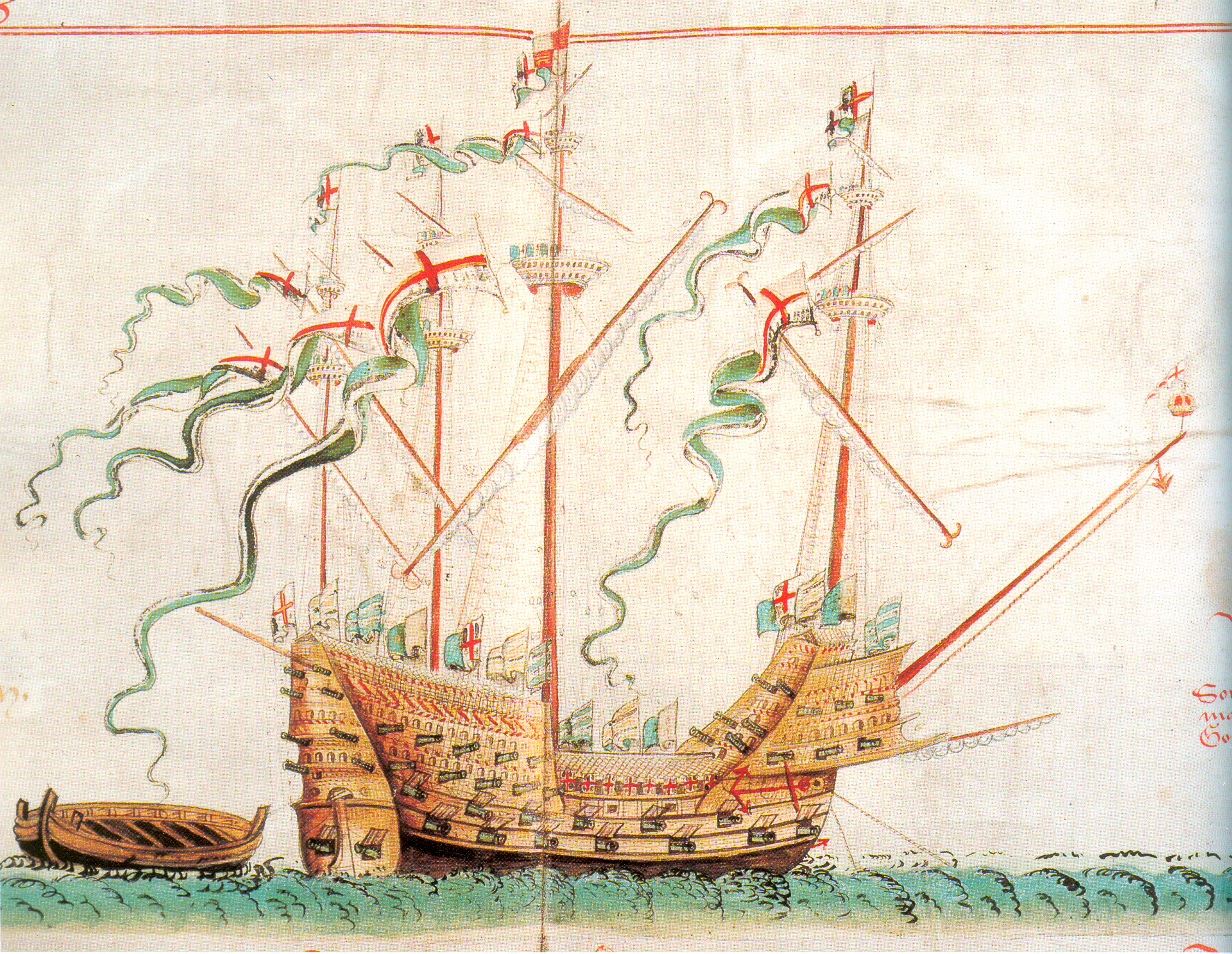
Карака "Генрі Грейс а'Дью" (1514)
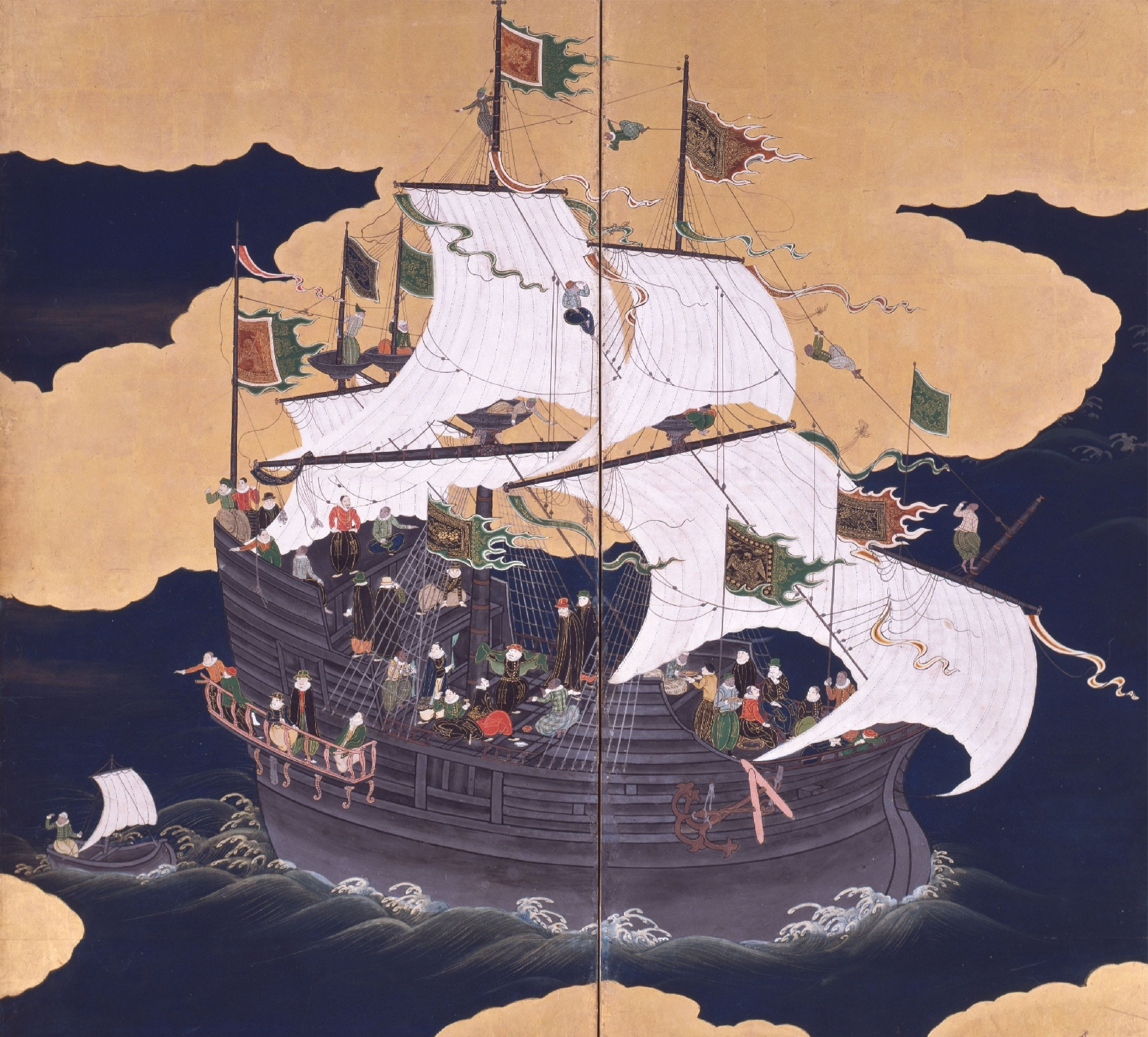
Португальська карака в Нагасакі (1614)

## Ресурси Інтернету
- Вікісховище має мультимедійні дані за темою: Карака
- The Development of the Square-Rigged Ship: from the carrack to the full-rigger
- Computer modeling of a Portuguese carrack [Архівовано 25 лютого 2012 у Wayback Machine.]